# Idan Amedi

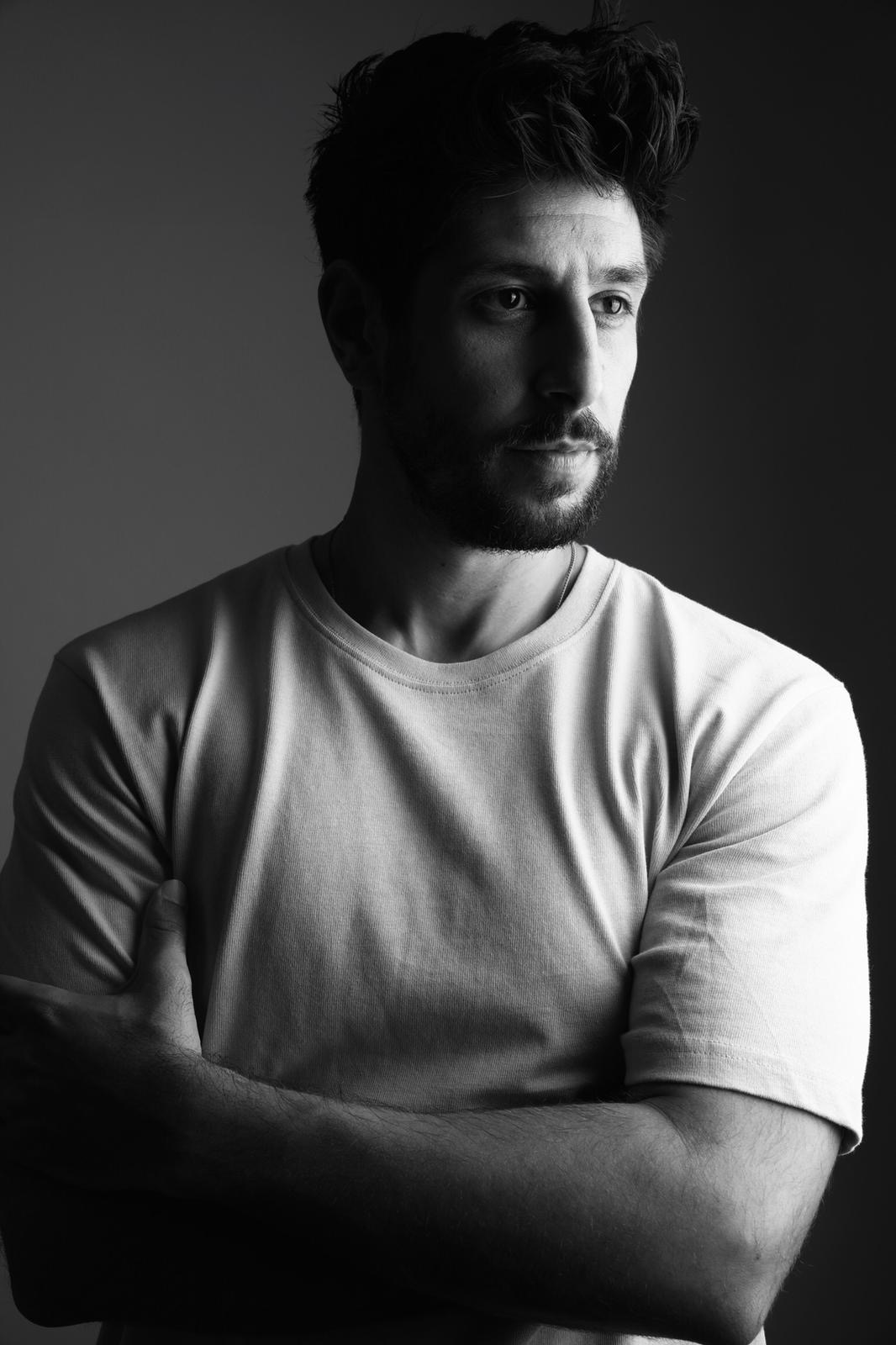
Idan Amedi (2020)

Idan Amedi (hebräisch עידן עמדי, * 19. Februar 1988 in Jerusalem) ist ein israelischer Sänger und Schauspieler. Bekannt wurde er durch eine israelische Musik-Castingshow und als Darsteller in der Serie Fauda.

## Leben und Karriere
Idan Amedi stammt aus einer kurdisch-jüdischen Familie und wuchs in Jerusalem auf. Seinen Wehrdienst absolvierte er in einer technischen Kampfeinheit der israelischen Streitkräfte.
Seine musikalische Karriere begann er 2010 als Kandidat in der TV-Castingshow Kochav Nolad. Er präsentierte dort ein von ihm selbst geschriebenes Lied mit dem Titel  Pain of Warriors, in dem er seine Erfahrungen in der Armee reflektierte. Der Song wurde als Single veröffentlicht und stand an der Spitze israelischer Charts. 2010 erschien nach weiteren Singles sein erstes Album mit dem Titel Idan Amedi. Alle Songs darauf komponierte und textete er selbst. Bis 2019 brachte er vier weitere Alben heraus, die in Israel erfolgreich waren. Ab 2019 spielte er die Rolle des Sagi Tzur in der zweiten bis vierten Staffel der Serie Fauda, die von einer israelischen Eliteeinheit im Kampf gegen arabischen Terrorismus handelt.
Nach dem Terrorangriff der Hamas am 7. Oktober 2023 diente Amedi als Reservist in der Armee. Darüber berichtete er wiederholt in den sozialen Medien; auf Instagram hatte er mehr als 250.000 Follower. Im Januar 2024 wurde er im Gazastreifen schwer verletzt.
Im Dezember 2024 veröffentlichte er die Single „Superman“.

## Diskografie

### Alben
- 2011: Idan Amedi (עידן עמדי)
- 2013: Bazman Hahachron (בזמן האחרון)
- 2015: Ratzinu Lihiyot (רצינו להיות)
- 2017: Chelek Mehazman (חלק מהזמן)
- 2022: Zocher Kimaat Hakol (זוכר כמעט הכל)

### Live-Alben
- 2023: זוכר כמעט הכל (Unplugged)

### Singles (Auswahl)
| - 2011: אלייך - 2011: המכתב האחרון - 2011: כאב של לוחמים - 2012: נגמר - 2012: דברים יפים לראות - 2013: בזמן האחרון - 2013: דברים יפים לראות - 2015: זמן - 2016: עד שיעלה היום הבא - 2016: עכשיו כולם רוקדים - 2017: בסוף | - 2017: חלק מהזמן - 2017: אושר - 2018: (מנסים (שיר הנושא מתוך ״פאודה״ - 2019: מה את מרגישה - 2019: אני רוצה - 2019: סיוון - 2020: הדרך שלך - 2020: מפה לשם - 2020: זוכר כמעט הכל - 2021: תסתכלי לי בעיניים - 2021: מקום לשנינו / A place for both of us (mit Malu) |

## Filmografie
- 2015–2023: Fauda
- 2023: Highway 65